# Cirkut
Henry Russell Walter, conocido profesionalmente como Cirkut, es un músico, compositor y productor musical canadiense radicado en Los Ángeles, California. Ha producido y compuesto para artistas internacionales como Britney Spears, Kesha, Becky G, Rihanna, Lady Gaga, Lana Del Rey, Katy Perry, Miley Cyrus, Nicki Minaj, Kim Petras, Ava Max y The Weeknd. Además, es miembro del trío electrorap Let's Go to War, junto con Peter-John Kerr y Adrien Gough, con quien también formó el dúo de composición y producción Dream Machine.

## Discografía

### 2008
- Britney Spears — Circus — «Mmm Papi»

### 2011
- Britney Spears — Femme Fatale — «Seal It with a Kiss»
- Gloria Trevi — Gloria — No al alguacil (con Paulina Rubio)
- Kesha — I Am the Dance Commander + I Command You to Dance: The Remix Album — «Blow» Cirkut Remix
- The Weeknd — House of Balloons — «High for This»
- Sabi — «Wild Heart»
- Sabi — «Where They Do That At?»
- Jessie J — Who You Are (Platinum Edition) — «Domino»
- Flo Rida — Wild Ones — «Good Feeling»
- Taio Cruz — TY.O — «Hangover»
- Taio Cruz — TY.O — «Tattoo»
- Rihanna — Talk That Talk — «You da One»
- Rihanna — Talk That Talk — «Where Have You Been»
- Rihanna — Talk That Talk — «Fool in Love»
- T-Pain — Revolver — «Turn All the Lights on» con Ne-Yo

### 2012
- Britney Spears — «Till the World Ends» Twister Remix
- Adam Lambert — Trespassing — «Never Close Our Eyes»
- Adam Lambert — Trespassing — «Better Than I Know Myself
- Katy Perry — Teenage Dream: The Complete Confection — «Part of Me»
- Katy Perry — Teenage Dream: The Complete Confection — «Wide Awake»
- Nicki Minaj — Pink Friday: Roman Reloaded — «Young Forever»
- Nicki Minaj — Pink Friday: Roman Reloaded — «Va Va Voom»
- Nicki Minaj — Pink Friday: Roman Reloaded — «Masquerade»
- Karmin — Hello — «Brokenhearted»
- B.o.B — Strange Clouds — «Both of Us» con Taylor Swift
- B.o.B — Strange Clouds — «Strange Clouds»
- B.o.B — Strange Clouds — «Arena»
- Marina and the Diamonds - «Primadonna»
- Marina and the Diamonds - «Lies»
- Marina and the Diamonds - «How to Be a Heartbreaker»
- Baby E - «One More Time»
- Cody Simpson - «Wish U Were Here» con Becky G
- Cher Lloyd - «Oath» con Becky G
- Becky G - «Problem (The Monster Remix)»
- Kesha - «Warrior»
- Kesha - «Die Young»
- Kesha - «C'Mon»
- Kesha - «Thinking of You»
- Kesha - «Crazy Kids»
- Kesha - «Wherever You Are»
- Kesha - «Dirty Love» con Iggy Pop
- Kesha - «Wonderland»
- Kesha - «Only Wanna Dance with You»
- Kesha - «Supernatural»
- Kesha - «Gold Trans Am»
- Kesha - «Last Goodbye»
- Ellie Goulding - «High for This»
- One Direction - «Rock Me»

### 2013
- Britney Spears - «Brightest Morning Star»
- Britney Spears - «Ooh La La»[1]
- Will.i.am - «Fall Down» con Miley Cyrus
- Miley Cyrus - «Wrecking Ball»
- Guinevere - «Fly Away»[2]
- Guinevere - «Ran for My Life»

### 2014
- Lana Del Rey - «Ultraviolence»

### 2015
- Fifth Harmony - Reflection - «This Is How We Roll»

### 2018
- Ava Max - «Sweet but Psycho»

### 2019
- Ava Max - «So Am I»
- Ava Max - «Torn»

### 2023
- Ava Max - «One Of Us»
- Enhypen - «Bite Me»
- Enhypen - «Brought The Heat Back»
- Jungkook - «Seven»

### 2024
Charli XCX - «360»